# Siarhei Papok
Siarhei Papok (6 de janeiro de 1988) é um ciclista bielorrusso que atualmente corre para a equipa Minsk CC.
Em 2008 ganhou os campeonatos nacionais do seu país na categoria sub-23 de estrada e contrarrelógio. Depois em 2012 e 2013 seria 2º no Campeonato de Bielorrússia em Estrada. Estreiou como profissional em 2014 nas fileiras da equipa Rietumu-Delfin.

## Palmarés
2010
- Giro do Belvedere

2011
- La Popolarissima
- 1 etapa do Giro do Vale de Aosta

2012
- 2º no Campeonato da Bielorrússia em Estrada

2013
- 2º no Campeonato da Bielorrússia em Estrada
- Central European Tour Miskolc G. P.
- 2 etapas do Dookoła Mazowsza

2014
- 2º no Campeonato da Bielorrússia Contrarrelógio

2015
- Grande Prêmio de Moscovo
- 1 etapa dos Cinco Anéis de Moscovo
- Grande Prêmio de Minsk
- 1 etapa do Tour da China I

2016
- 2 etapas do Tour da Ucrânia
- Grande Prêmio de Vínnytsia
- Grande Prêmio de Minsk
- 2 etapas do Sharjah Tour
- Copa dos Emirados Árabes Unidos

2017
- 1 etapa do Tour de Mersin

2018
- 2º no Campeonato da Bielorrússia em Estrada

2019
- 1 etapa da Volta ao Lago Qinghai[1]